# 鶴嶺神社
鶴嶺神社（つるがねじんじゃ）は、鹿児島県鹿児島市吉野町にある神社。鎮座地は仙巌園の中。
島津氏の先祖を祀る為に明治2年（1869年）に創祀された神社である。江戸時代後期から明治時代初期に流行した藩祖を祀った神社のひとつ。

## 祭神
島津氏初代忠久公以降の歴代当主とその家族、及び分家筋の玉里家歴代当主とその家族を祀る。就中、16代当主義久公の3女である亀寿を祀る神社として有名で、また歴代当主を祀るという性質上、時勢や江戸幕府への対応について百八十度意見を異にしたために不仲であったとされる斉興公と斉彬公父子も共に祀られている。

## 由緒
幕末の頃から廃仏毀釈運動の煽りを受けて薩摩藩領内の寺院を廃止する機運があったが、明治2年3月24日、島津忠義の正室である暐（てる）姫が死去した際、葬儀を神式で行うことが決まったことをきっかけとして薩摩藩領内の寺院の排斥が一気に進行、かつて島津氏歴代当主の菩提を弔っていた福昌寺も廃絶の憂き目にあった。その代わりとして同年11月に忠義が鹿児島郡坂本村山下鶴峯（現鹿児島市照国町）に祖先を祀る神社を創建しこれを竜尾神社と号したのに創まる。なお、同時に従来の菩提寺で保管していた歴代当主の肖像画や宝物などは竜尾神社をはじめ他の神社へ移された。
明治6年（1873年）に県社に列し、大正6年（1917年）に島津氏歴代の別館地であった事から祭神とも縁が深い現鎮座地を当時の当主忠重から寄進されて遷座、神社名を鶴嶺神社と改称した。因みにこの名称は旧鎮座地に由来する。
西南戦争の際、島津家は中立を保っていたにもかかわらず、当神社は官軍の強奪被害に遭い、多数の貴重な文化財を失った。これらの宝物の消息は現在に至るまで不明であり、鹿児島県が現在に至るまで文化財過疎県である一因となっている。

## 文化財
重要文化財
- 太刀　銘備前国住雲次
- 赤糸威大鎧　兜・大袖、杏葉付

## 補注
1. ↑  島津斉彬の死について父斉興による毒殺とする説まである。
2. ↑  暐姫は島津斉彬3女（5女とも）。「てる」字は「日」偏に「韋」。
3. ↑  歴代当主の中、忠良のものは竹田神社へ、貴久のものは松原神社へ、義久のものは大平神社へ、義弘のものは徳重神社へ、家久（18代当主）のものは長谷神社へ移したが、この中、大平神社と長谷神社は早い内に廃絶したようである。
4. ↑  なお、旧鎮座地には島津斉彬、久光、忠義の3人の銅像が建てられ、観光名所になっている。